# Peralia pallidiventris
Peralia pallidiventris är en tvåvingeart som beskrevs av Malloch 1932. Peralia pallidiventris ingår i släktet Peralia och familjen stilettflugor. Inga underarter finns listade i Catalogue of Life.